# Bandeira de São Cristóvão e Neves
A bandeira de São Cristóvão e Neves foi adotada a 19 de setembro de 1983. Está dividida em duas metades por uma faixa diagonal ascendente (a partir do lado do mastro). A metade superior é de cor verde, a inferior é vermelha e a faixa diagonal é preta com bordas amarelas. No interior da faixa preta existem duas estrelas brancas de cinco pontas.

Bandeira de São Cristóvão e Neves-Anguila (1958-1967)
Bandeira de São Cristóvão e Neves-Anguila (1967-1983)

## Simbolismo
- O verde representa a fertilidade da terra;
- O vermelho representa a luta contra o colonialismo;
- O preto representa a herança africana;
- O amarelo representa a luz do sol.
- As estrelas brancas representam a esperança e a liberdade.